# Léon Chancerel
Léon Chancerel, né le 8 décembre 1886 à Paris où il est mort le 6 novembre 1965, est un auteur, acteur et metteur en scène français.

## Biographie
Élève de Jacques Copeau à partir de 1920, au Théâtre du Vieux Colombier à Paris puis au sein des Copiaus en Bourgogne, il commence à écrire des chansons et des pièces.
L'Académie française lui décerne le prix Sobrier-Arnould en 1920 pour Le mercredi des Cendres.
Il travaille en 1929 avec un jésuite, le P. Paul Doncoeur pour adapter les préceptes de Copeau au théâtre routier. Il se révèle alors pionnier du théâtre pour la jeunesse et lance un art dramatique scout, en fondant au sein des  Scouts de France la compagnie des Comédiens routiers (1929), puis le Théâtre de l’Oncle Sébastien (1935), théâtre pour enfants basé sur la commedia dell'arte et l'improvisation.  En 1937, il ouvre un centre dramatique pour la jeunesse. En 1957, il crée l’Association du théâtre pour l’enfance et la jeunesse (ATEJ).
Traducteur de Constantin Stanislavski et pionnier de l'éducation populaire, il a influencé le théâtre amateur et les méthodes de formation des acteurs à travers l'expression corporelle et l'improvisation. Avec ses Comédiens routiers, issus des scouts ainés (routiers) il a marqué la réformation dramatique française, y faisant naître les futurs responsables des premiers centres dramatiques nationaux que sont Hubert Gignoux et Maurice Jacquemont. Son enseignement fut largement diffusé avant la Seconde Guerre mondiale grâce aux réseaux du scoutisme et des mouvements de jeunesse. Durant l'Occupation, il est l'auteur d'un ouvrage pour les enfants d'esprit pétainiste intitulé Oui Monsieur le Maréchal.
Il a été décoré de l'ordre de la Francisque.
Il est inhumé au cimetière de Montmartre (division 30).

## Adaptation
- Les Antibel d'après Émile Pouvillon
- 1952 : L'Île au trésor d'après Robert Louis Stevenson, Théâtre de la Porte-Saint-Martin
- Les Douze Mois d'après Samuel Marchak

## Auteur
- Les Prétendants de Colombine
- 1929 : Magie de Léon Chancerel et Francis Chavannes, mise en scène Georges Pitoëff, Théâtre des Arts
- 1938 : Compliment au public
- Les Irascibles de Léon Chancerel d'après Une demande en mariage d'Anton Tchekhov
- Passez Galants, Amour est là
- Piaf le Cheval Enchanté illustrations de René Gabriel
- Le Théâtre et la jeunesse, Paris, Bourrelier et cie, 1946, préface de Charles Vildrac
- Panorama du théâtre, Paris, Librairie Armand Colin, 1955
- J.L. Barrault ou l'ange noir du théâtre, Paris, 1953, Les Presses littéraires de France, 78 p.

## Metteur en scène
- 1936 : Une aventure de Babar de Jean de Brunhoff et Léon Chancerel, compagnie des Comédiens routiers.
- 1938 : Les Fourberies de Scapin de Molière
- 1941 : Portique pour une jeune fille de France de Pierre Schaeffer et Pierre Barbier, Toulouse
- 1946 : Le Malade imaginaire de Molière, Théâtre de la Ville et des Champs
- 1946 : Le Marchand d'histoires, Comédie des Champs-Élysées

## Radio
- 1937 : Les Aventures de Lududu, Radio Luxembourg

## Citations
« La clarté, la précision et la pertinence des analyses (…) vont contribuer (…) à placer Léon Chancerel au premier rang des réformateurs de notre théâtre et des inspirateurs de notre théâtre public, tel qu'il s'est créé au lendemain de la dernière guerre » Robert Abirached, préface de Léon Chancerel, portrait d'un réformateur du théâtre français (1886-1965)

## Sources